# Pedro Adán Brioschi
Pedro Adán (Pietro-Adamo) Brioschi PIME (ur. 7 kwietnia 1860 w Tradate, zm. 13 listopada 1943 w Cartagenie de Indias) – włoski duchowny rzymskokatolicki, misjonarz, arcybiskup Cartageny de Indias.

## Biografia
23 września 1882 otrzymał święcenia diakonatu, a 23 grudnia 1882 prezbiteriatu i został kapłanem Instytutu Papieskiego dla Misji Zagranicznych. Pracował w Kolumbii, w diecezji Cartagena de Indias. Za pontyfikatu biskupa Eugenio Biffiego (1882 - 1896) był jego sekretarzem, a następnie także wikariuszem generalnym. Po śmierci bpa Biffiego w 1896 kapituła diecezjalna wybrała ks. Brioschiego wikariuszem kapitularnym, w celu zarządzania diecezją w okresie sediswakancji.
15 lutego 1898 papież Leon XIII mianował go biskupem Cartageny de Indias. 8 maja 1898 w katedrze w Bogocie przyjął sakrę biskupią z rąk arcybiskupa Santa Fe w Nowej Grenadzie Bernarda Herrery Restrepo. Przy sakrze asystowali ks. Patricio Plata Azuero oraz ks. Fernando Pineros.
20 czerwca 1900 diecezja Cartagena de Indias została wyniesiona do rangi archidiecezji. Tym samym bp Brioschi został arcybiskupem Cartageny de Indias. Od 21 listopada 1932 do 12 maja 1934 był ponadto administratorem apostolskim, wydzielonej w 1932 z archidiecezji Cartagena de Indias, diecezji Barranquilla.
Początek jego rządów przypadł na okres antyklerykalnej polityki państwa. Masoneria, Kolumbijska Partia Liberalna i protestantyzm, które były silne w Cartagenie de Indias, zwalczały wyrażającego sprzeciw wobec nich abpa Brioschiego, powodując jego wygnanie z Kolumbii, trwające od grudnia 1910 do marca 1912. Na wygnaniu odwiedził rodzinne Włochy.
Podczas swojego pontyfikatu dbał o odnowę archidiecezji. Przywrócił dyscyplinę kościelną, zreorganizował terytorium diecezji (za jego rządów z archidiecezji Cartagena de Indias wydzielono trzy nowe jednostki administracji kościelnej), zakładał szkoły i hospicja, promował stowarzyszenia pobożne. Skutecznie zarządzał sferą ekonomiczną archidiecezji, co pozwoliło na utrzymanie seminarium duchownego oraz remonty kościołów i pałacu arcybiskupiego. Zwołał cztery synody diecezjalne (1905, 1908, 1912 i 1918) oraz dwa synody prowincjalne (1902 i 1915). Wydawał liczne listy pasterskie oraz pisał książki o charakterze apologetycznym.
Arcybiskupem Cartageny de Indias był do śmierci 13 listopada 1943.